# Belgravia

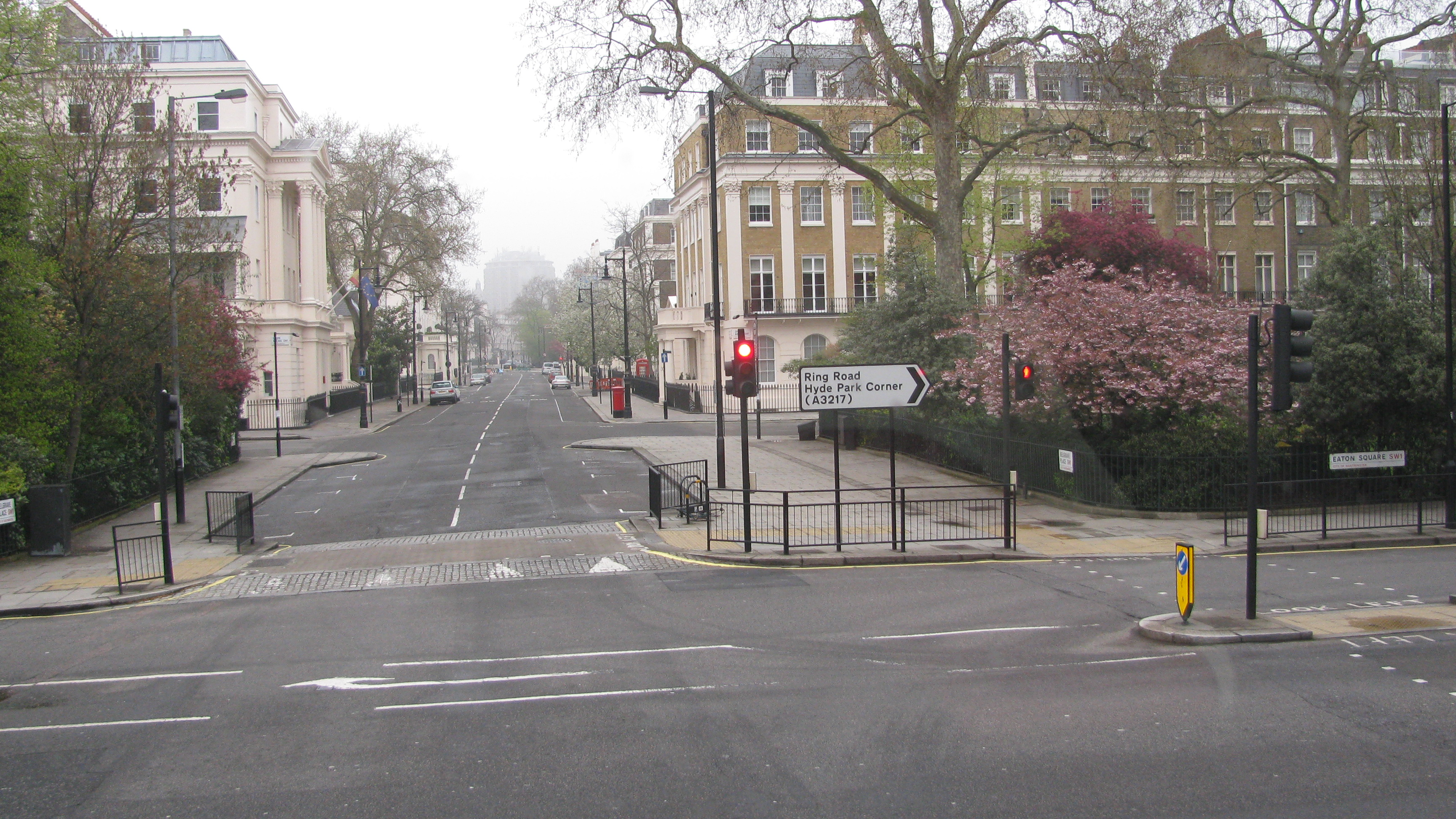
Lối vào quận Belgravia

Belgravia (/bɛlˈɡreɪviə/) là một quận thuộc thành phố Westminster của Luân Đôn. Belgravia nằm ở phía đông của Chelsea, phía nam Công viên Hyde và phía tây nam khu vườn của Cung điện Buckingham. Khu vực này được phát triển vào thế kỷ 19 bởi gia đình Grosvenor, hiện là Công tước xứ Westminster. Ngày nay, Belgravia được biết đến bởi phong cách thống nhất kiến trúc Regency và những địa chỉ dân cư giàu có uy tín nhất.

## Vị trí địa lý

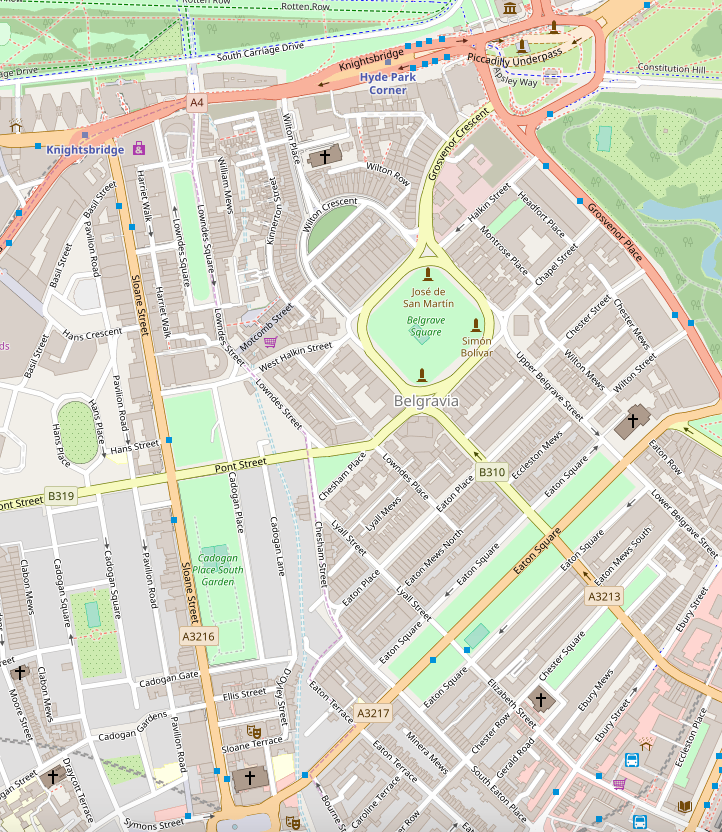
Bản đồ của Quận Belgravia

Belgravia nằm giữa hai khu vực là thành phố Westminster và một phần nhỏ phía tây trong Khu hoàng gia Kensington và Chelsea. Phía nam giáp Công viên Hyde và phía tây nam giáp khu vườn của Cung điện Buckingham. Đường Pimlico ở phía nam và Phố Sloane về hướng tây. Về phía bắc giáp Công viên xanh Luân Đôn, về phía đông bắc là Mayfair và về phía đông là Westminster.
Khu vực này chủ yếu là khu dân cư. Ngoại lệ là Belgrave Square, Eton Square cho Tổng lãnh sự các nước cư trú.
Các ga tàu điện ngầm Luân Đôn gần nhất là Hyde Park Corner, Knightsbridge và Sloane Square. Ga Victoria là một nút giao thông đường sắt quốc gia, trạm ga và xe khách lớn, nằm ở phía đông của quận. Các dịch vụ xe buýt thường xuyên chạy đến tất cả các khu vực của Trung tâm Luân Đôn từ khu dân cư Grosvenor Place.
Mã bưu chính của Quận Belgravia: SW1X, SW1M.

## Lịch sử

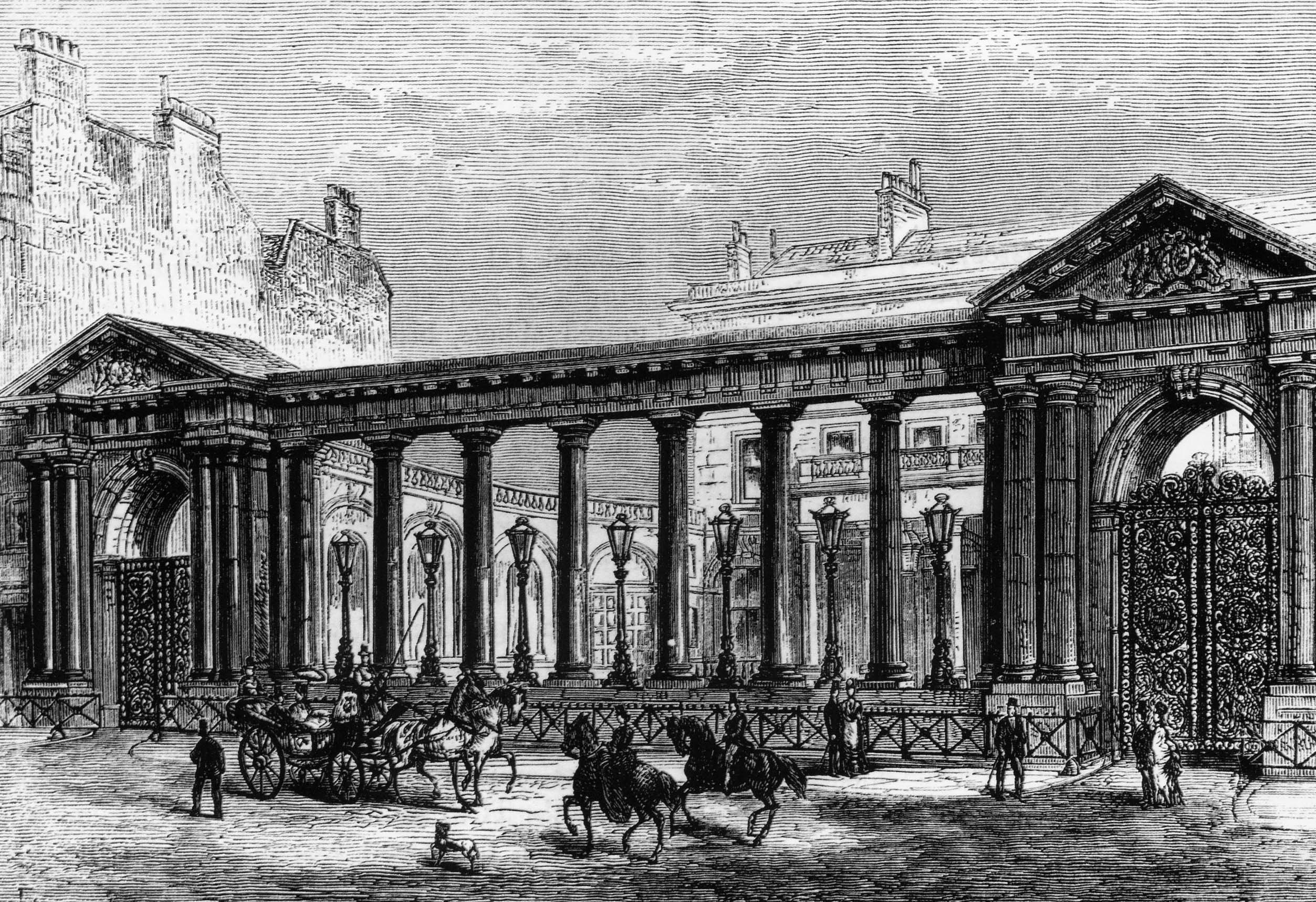
Grosvenor House năm 1800

Cái tên "Belgravia" bắt nguồn từ danh hiệu Tử tước Belgrave vào năm 1784 được tạo ra bởi Richard Grosvenor (sau này phong chức Công tước của Westminster) và từ ngôi làng ở Belgrave thuộc Hạt Cheshire, địa điểm ngôi nhà vùng ngoại ô của Gia đình Grosvenor, Eaton Hall.
Từ thời Trung cổ, khu vực này được gọi là Five Field bởi xung quanh đầm lầy, đồng cỏ và vườn cây giao nhau bởi lối đi bộ. 
Những người thành công đã giành được quyền sở hữu đất vào năm 1677, khi cuộc hôn nhân giữa Thomas Grosvenor (1655–1700) với nữ thừa kế Mary Davies. Mary thừa hưởng trang viên tại Ebury, 500 mẫu đất phía bắc sông Thames thuộc phía tây Thành phố Luân Đôn. Khu vực này thời bấy giờ phần lớn vẫn chưa bị ảnh hưởng bởi các thành phố cho đến những năm 1720, khi họ phát triển phần phía bắc, hiện được gọi là Mayfair, xung quanh Grosvenor Square.
Con trai của Thomas là Richard Grosvenor, Hầu tước đầu tiên của Westminster bắt đầu phát triển khu vực Five Field và đưa đầm lầy vào sử dụng. Ông xây dựng một nơi cư trú và giao thương quốc tế, và các khu vực phát triển thành những địa chỉ đáng mơ ước nhất của Luân Đôn lúc bấy giờ. Một vài thế hệ sau đó đã di chuyển về phía nam thành phố, nay là Belgravia.
Năm 1820, Robert Grosvenor, Hầu tước thứ hai của Westminster nắm bắt được thành công của gia đình trong sự tái phát triển Mayfair đã yêu cầu Thomas Cubitt thiết kế một điền trang. Thomas Cundy làm kiến trúc sư và nhà khảo sát. Hầu hết các bất động sản tại Belgravia được xây dựng để cạnh tranh với Mayfair về uy tín của khu vực. Theo mục nhập trong Từ điển Tiểu sử Quốc gia Oxford (Dictionary of National Biography) nêu rõ: "Sự phát triển đô thị này là để biến những người thành phố trở thành một trong những gia đình giàu nhất nước Anh"
Những năm 1830-40, Belgrave Square trở thành trọng tâm của thành phố được phát triển. Luân Đôn sau đó trải qua sự bùng nổ về nhà ở và khu vực này bắt đầu xây dựng theo lệnh sau khi George Đệ tứ chuyển đến Cung điện Buckingham cho xây dựng một dãy nhà phố trên Quận Belgravia ngày nay thuộc Grosvenor Place. Sự giàu có của thành phố Grosvenor chủ yếu đến từ tiền thuê mặt đất của Mayfair và Belgravia ở Luân Đôn vào năm 1899.
Đến cuối thế kỷ 19, Hugh Lupus Grosvenor, Công tước đầu tiên của Westminster, đã đưa ra các kế hoạch tái phát triển cho Mayfair và đưa vào hoạt động xây dựng theo Phong cách kiến trúc Nữ vương Anne yêu thích của ông.
Sau Thế chiến II, một số ngôi nhà lớn nhất đã không còn được sử dụng làm nhà ở, nhà phố cho giới quý tộc và hoàng gia, và ngày càng bị chiếm giữ bởi các đại sứ quán, trụ sở từ thiện, các tổ chức chuyên nghiệp và các doanh nghiệp khác. Belgravia trở thành một quận tương đối yên tĩnh ở trung tâm Luân Đôn, trái ngược với các quận lân cận, nơi có nhiều cửa hàng sầm uất, các tòa nhà văn phòng hiện đại lớn, khách sạn và địa điểm giải trí. Nhiều đại sứ quán từ các quốc gia được đặt trú trong khu vực, đặc biệt là tại khu Belgrave Square ngày nay.

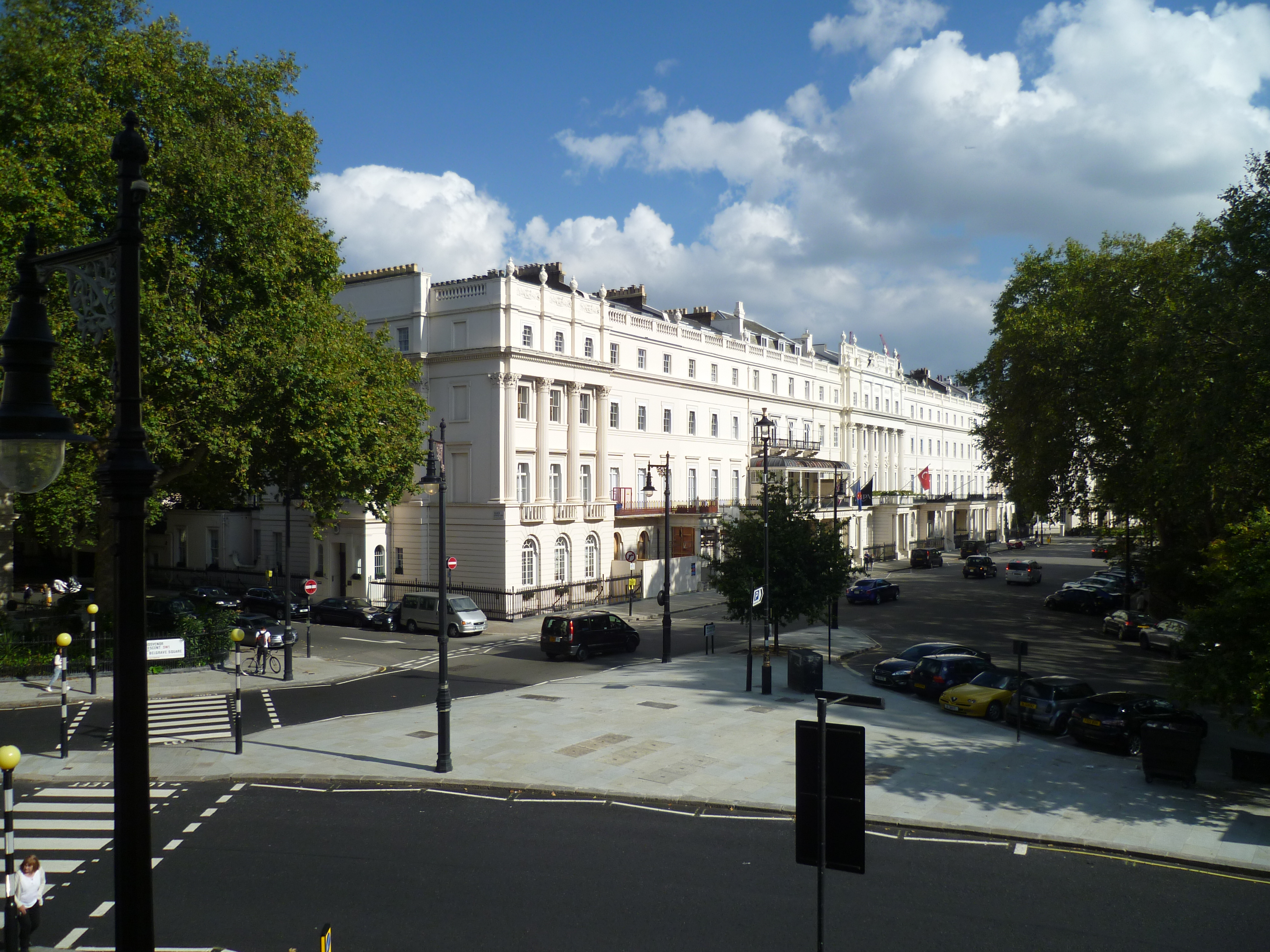
Phía đông bắc Belgrave Square

## Kiến trúc

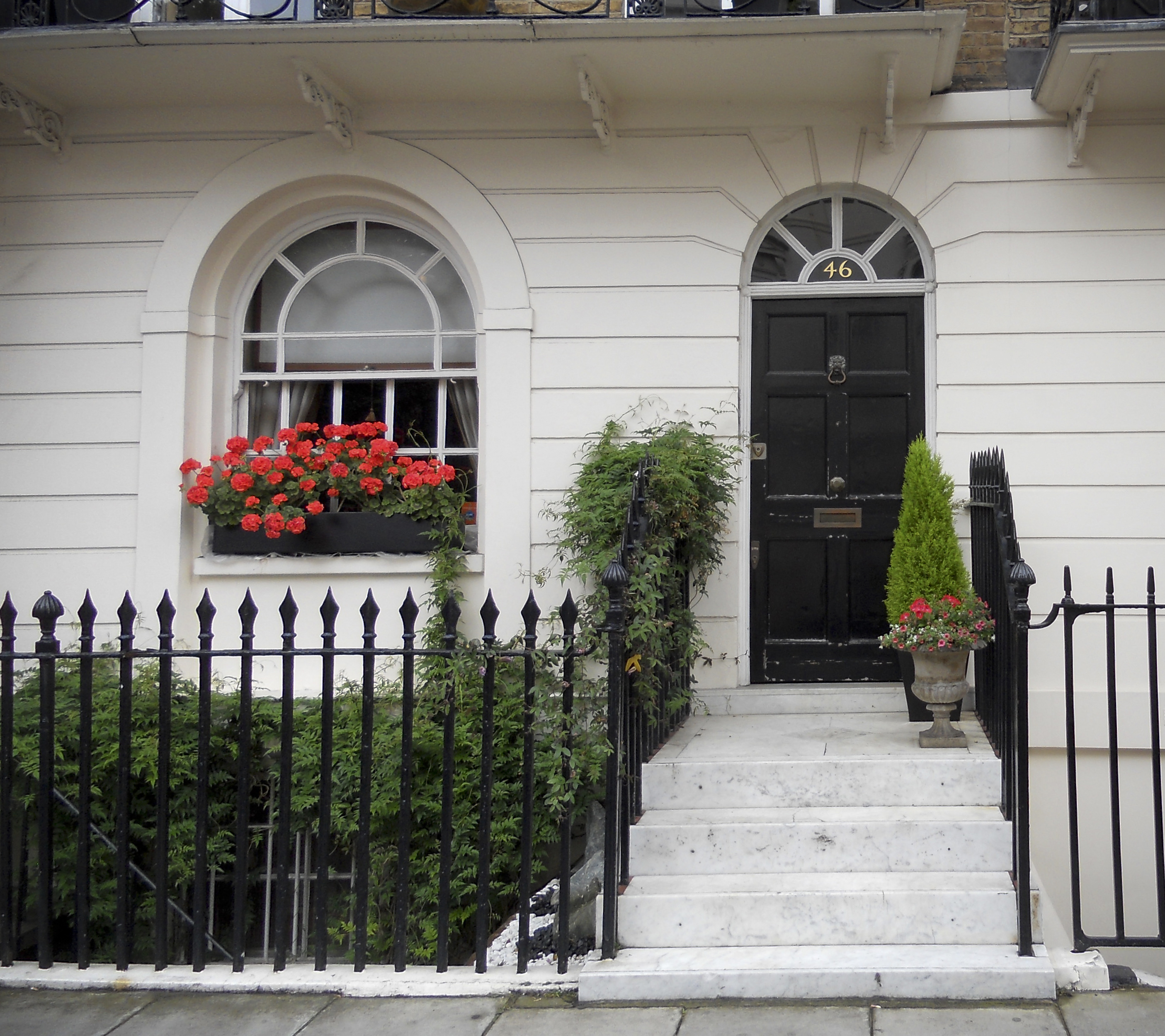
Quan cảnh tầng trệt của toà nhà bậc thang

Công trình xây dựng đã được giao cho kiến trúc sư Thomas Cubitt và anh trai của ông là Lewis. Cubitt khai quật đất sét đầm lầy và làm gạch từ nó, xây dựng trên nền sỏi lộ ra bên dưới. Công việc bổ sung đã được ký hợp đồng với một nhóm bao gồm kiến trúc sư George Basevi, người chịu trách nhiệm cho phần lớn khu vườn Eaton Square. Kiến trúc mặt tiền vữa trắng cân đối trang nhã đặc trưng cho cảnh quan đường phố tại quận Belgravia.
Được phát triển như một khu dân cư, hầu hết các toà nhà phố tại quận Belgravia là nhà bậc thang, vài trong số các nhà liên kế đã được chuyển đổi thành Căn hộ penthouse. Quận Belgravia không chỉ nổi tiếng về kiến trúc mà còn về các khu vườn lịch sử cung cấp cảnh quan từ sân thượng bao quanh các toà nhà. Cũng có ngoại lệ với một số tòa nhà khác mang tính chất phục vụ công cộng.

### Belgrave Square

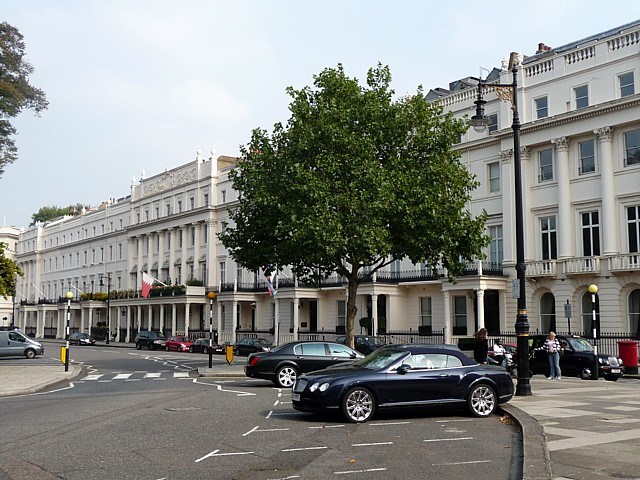
Hướng đông nam của Belgrave square

Belgrave Square một trong những khu dân cư lớn nhất bao phủ khoảng 10 mẫu Anh (tương đương khoảng 40,468 mét vuông) nằm ngay trung tâm của quận. Phần lớn được thiết kế bởi kiến trúc sư George Basevi phát triển vào những năm 1820.
Sơ đồ ban đầu bao gồm 4 tòa nhà có sân thượng và 3 biệt thự nằm cạnh góc của dãy liên kế Belgrave Square, một thiết bị khác thường, được thiết kế bởi các kiến trúc sư riêng biệt. Mỗi sân thượng có điểm nhấn ở cuối và ở giữa, làm cho toà nhà giống với mặt tiền của một cung điện.
Bên trong Belgrave Square là một khu công viên yên tĩnh bao gồm 4,5 mẫu Anh. Khu vườn này là tư nhân chủ yếu cho cư dân thuộc khu bất động sản tại Belgravia.
Ngoài ra còn có một ngôi nhà biệt lập ở hướng phía bắc, tại số 49, được xây dựng bởi Cubitt cho Sidney Herbert vào năm 1847. Và biệt thự Sefton House là lớn nhất trong số cả ba ngôi nhà biệt lập ở Belgrave Square được thiết kế bởi Philip Hardwick. 

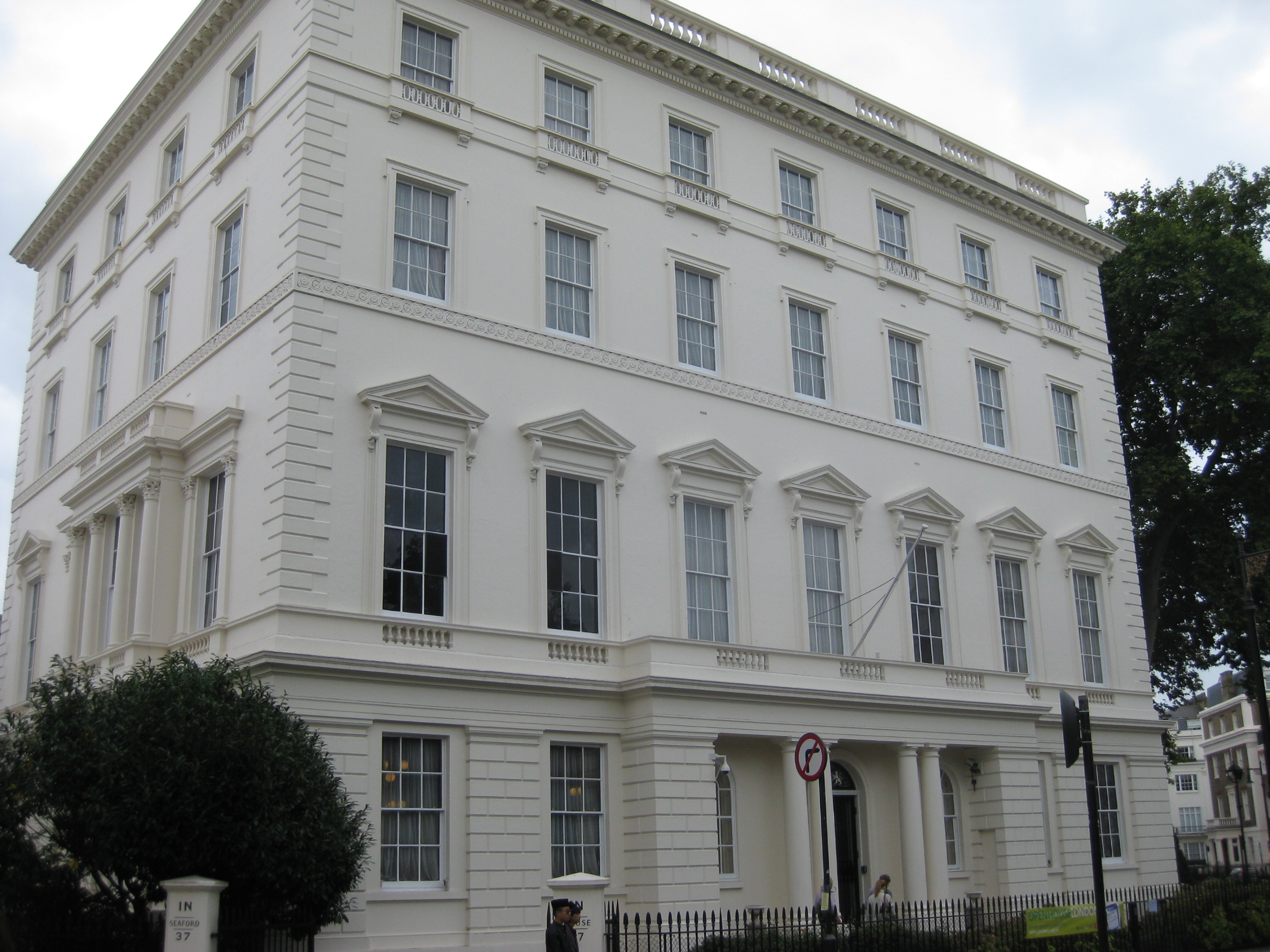
Biệt thự Seaford House tại số 37

Biệt thự phía tây được thiết kế bởi Robert Smirke, hoàn thành vào khoảng năm 1830.

### Chester Square

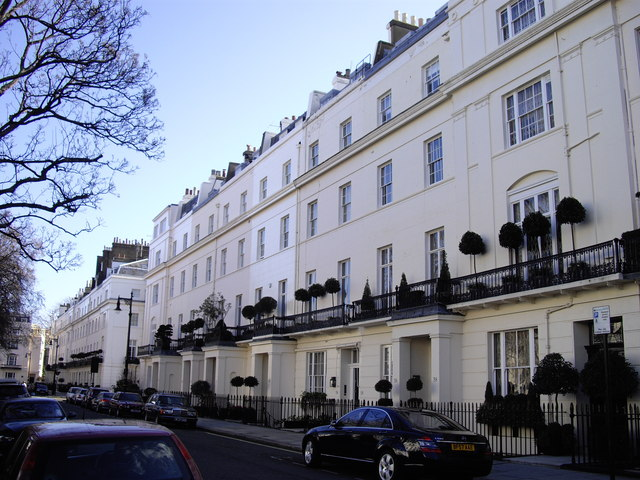
Khu dân cư Chester Square

Chester Square được đặt theo tên của thành phố Chester, một thị trấn gần Eaton Hall, ngôi nhà tổ tiên của gia đình Grosvenor.
Các khu nhà số 1–13 and 14–23, 24–32, 37–39, 42–45, 45a, 45b, 65–76 and 77–80, 80a, and 84–88 được liệt kê Hạng II cho thành tích kiến trúc.

### Eton Square

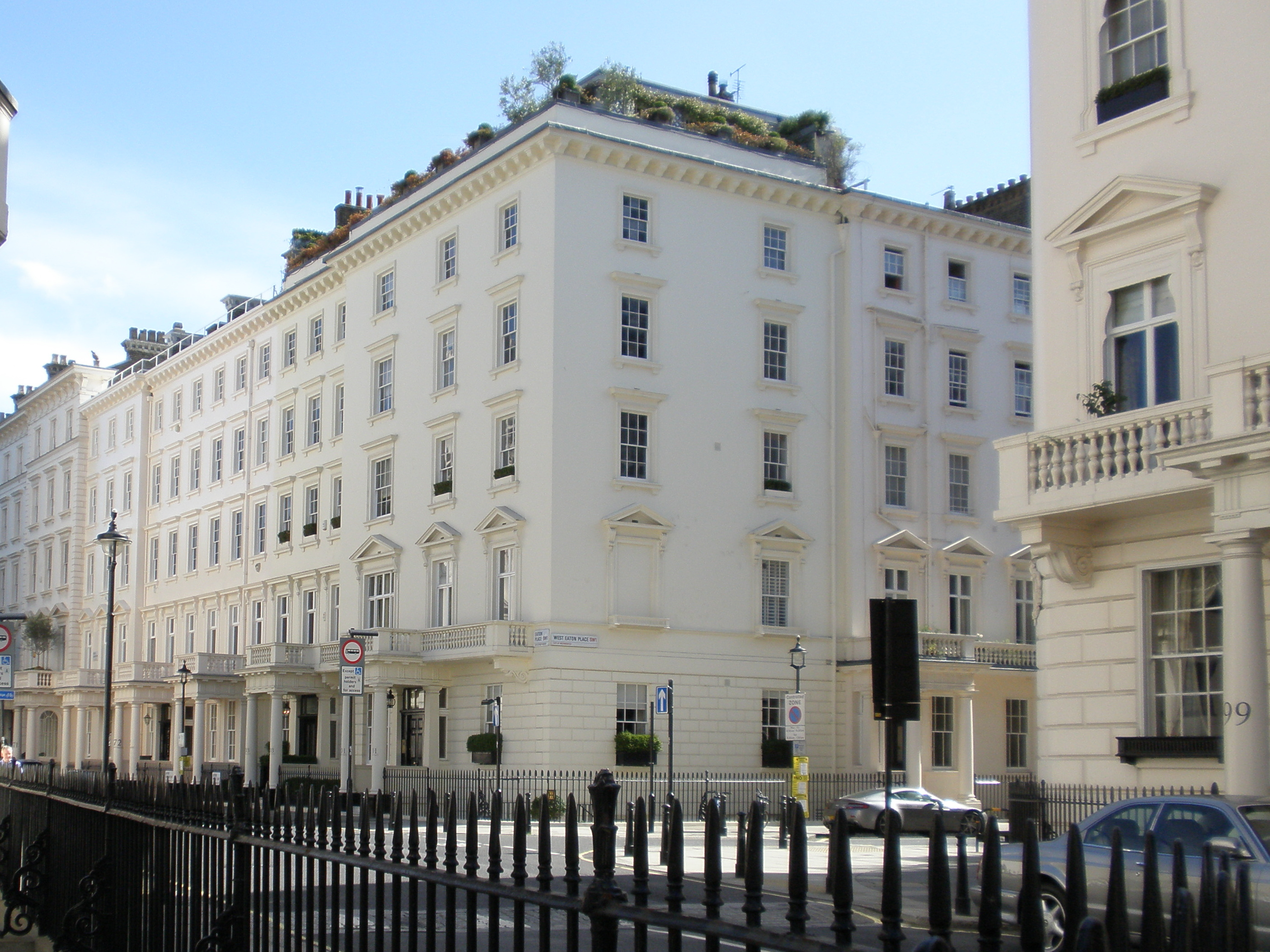
Eaton Square là một ví dụ nổi bật về sự phục hưng của Hy Lạp

Eaton Square là một trong số ba khu căn hộ liên kế kết hợp công viên ở quận Belgravia. Được chỉ định bởi Gia đình Grosvenor và được đặt theo tên của dinh thự Eaton Hall tại Hạt Cheshire. Kiến trúc dài hơn nhưng ít tráng lệ hơn Belgrave Square và là một hình chữ nhật dài. Khối đầu tiên được thiết kế bởi Thomas Cubitt vào năm 1826, nhưng không được hoàn thành cho đến năm 1855, năm Cubitt qua đời. Thời gian xây dựng kéo dài được phản ánh trong sự đa dạng của kiến trúc dọc theo toà nhà.

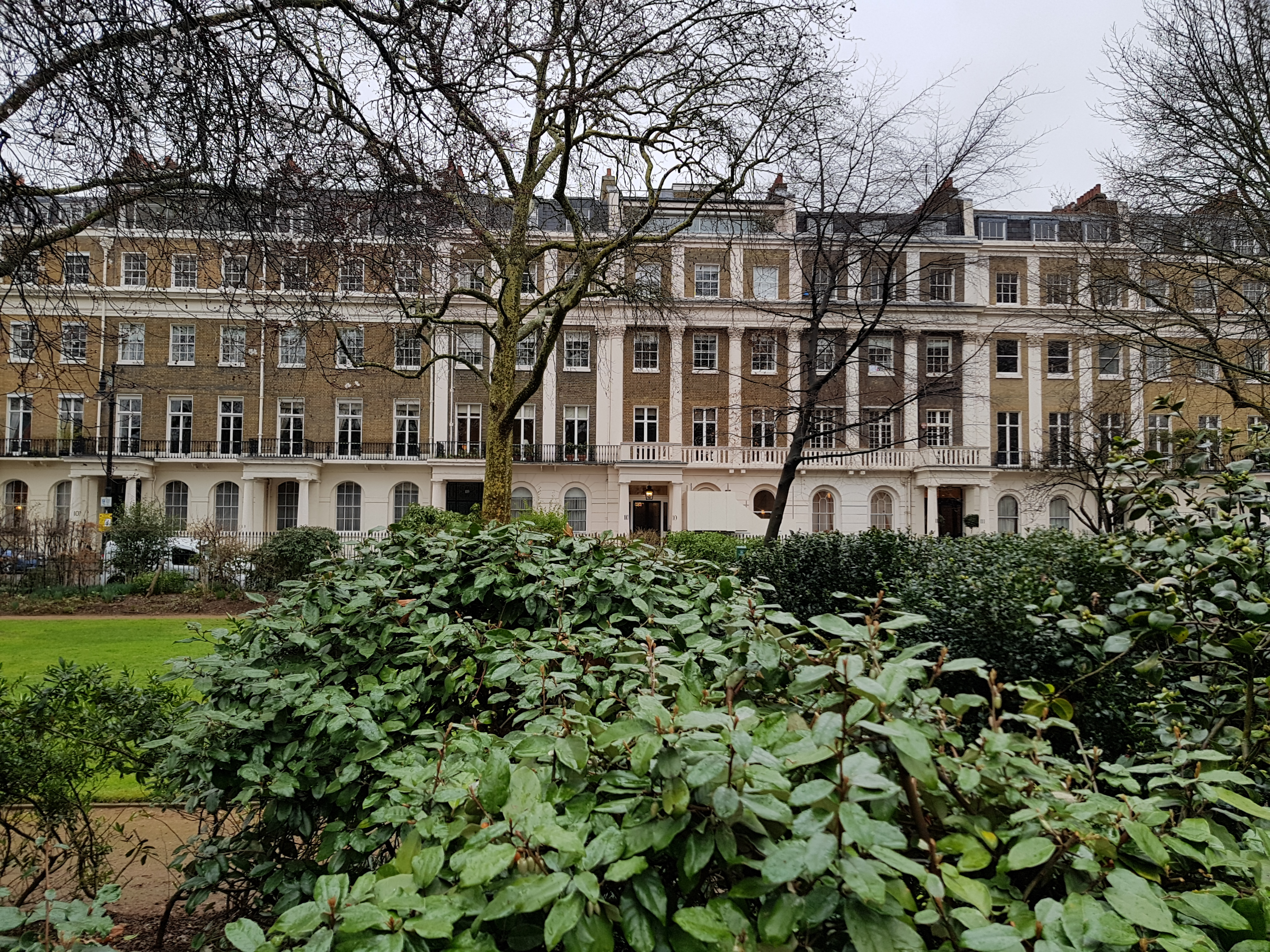
Nhìn từ hướng khu vườn

Những căn hộ ở Eaton Square là những tòa nhà lớn, chủ yếu rộng ba vịnh, được nối với các sân thượng thông thường theo phong cách cổ điển, với bốn hoặc năm tầng chính, cộng với tầng áp mái và tầng hầm và một ngôi nhà để xe phía sau. Eton Square là một trong những khu phức hợp hình khối kết hợp vườn, lớn nhất của Luân Đôn và được chia thành sáu phần bao gồm cả trên đại lộ King. Nơi đây cũng đặt văn phòng Đại sứ quán Bolivia ở số 106, trong khi Đại sứ quán Vương Quốc Bỉ ở số nhà 103.
Ở cuối hướng đông của quảng trường là Nhà thờ Thánh Peter. Nó được thiết kế bởi Henry Hakewill và được xây dựng từ năm 1824 đến 1827 trong quá trình phát triển đầu tiên của Eaton Square. Nhà thờ đầu tiên đã bị hỏa hoạn phá hủy vào năm 1836 và được xây dựng lại bởi Hakewill, và một lần nữa vào năm 1987, khi nó được khôi phục bởi Hiệp hội Đối tác Braithwaite.

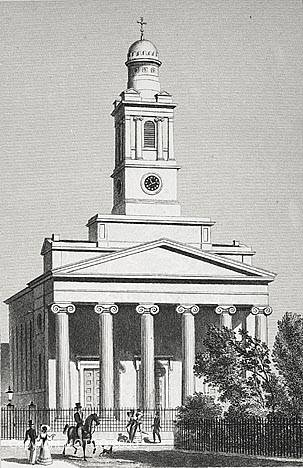
Nhà thờ Thánh Peter

Đây là tòa nhà được xếp hạng II*, theo Kiến trúc Tân cổ điển phục hưng của Hy Lạp với sáu cột và tháp đồng hồ.

### Lowndes Square

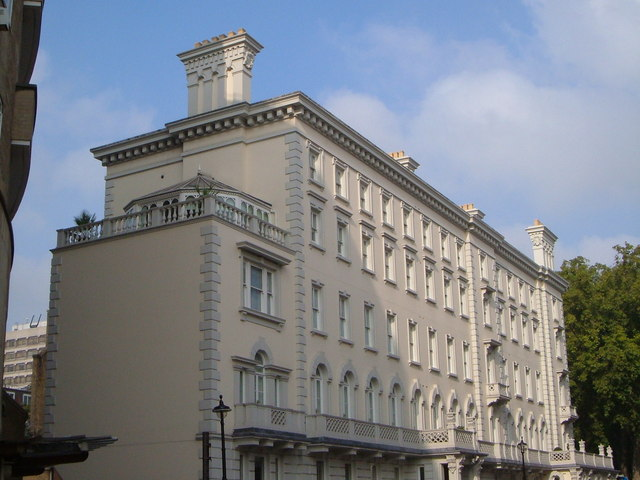
Kiến trúc khối Victoria đầu tiên ấn tượng ở đầu phía bắc của phố Lowndes

Lowndes Square được đặt theo tên của Bộ trưởng Bộ Tài chính nước Anh là William Lowndes. Giống như phần lớn bất động sản tại Quận Belgravia, kiến trúc nhà có những sân thượng lớn với bằng vữa trắng. Về phía đông nằm cạnh Wilton Crescent và Belgrave Square.
Khu căn hộ có một số tài sản đắt nhất trên thế giới. Tỷ phú người Nga Roman Abramovich đã mua hai ngôi nhà ở Lowndes Square vào năm 2008. Những ngôi nhà được sáp nhập sau đó, với tổng cộng 8 phòng ngủ, dự kiến trị giá 150 triệu bảng Anh, vượt quá giá trị của ngôi nhà đắt nhất lúc đó ở Luân Đôn.

### Wilton Crescent

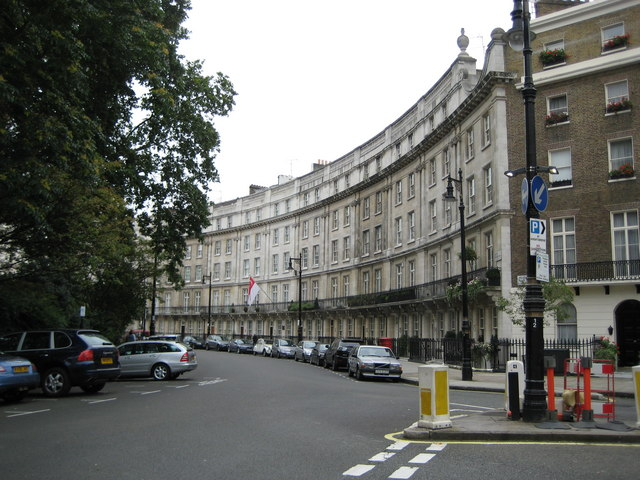
Cờ đỏ và trắng là của Ủy ban cao cấp Singapore tại số 9 Wilton Crescent. Khu dân cư hình vòng cung lưỡi liềm nhìn từ hướng đông

Vào đầu những năm 1900, các căn hộ trong phần vòng cung này đã được tinh chỉnh bằng đá khiến chúng trông khác biệt với những tòa nhà bậc thang, một đặc điểm kiến trúc khác của bất động sản tại Quận Belgravia.
Giống như phần lớn bất động sản tại Belgravia, Wilton Crescent có những sân thượng lớn với những ngôi nhà màu trắng xa hoa được xây dựng theo hình lưỡi liềm, nhiều trong số chúng có ban công bằng vữa, đặc biệt là ở phía nam. Những ngôi nhà ở phía bắc khu dân cư xây bằng đá, và cao năm tầng, và được tinh chỉnh từ năm 1908 đến 1912. Hầu hết các ngôi nhà ban đầu được xây dựng theo phong cách vữa, nhưng những ngôi nhà như vậy đã trở thành ốp đá trong thời kỳ cải tạo này. Những ngôi nhà khác ngày nay có ban công sắt đen. Wilton Crescent thiết kế bởi Thomas Cundy II, đường phố được xây dựng vào năm 1827 bởi William Howard Seth-Smith.
Trong thế kỷ 19 và 20, đây là nơi sinh sống của nhiều chính trị gia, đại sứ và công chức nổi tiếng của Anh.

## Bất động sản
Belgravia là một trong những khu vực đắt đỏ nhất trên thế giới để sinh sống, với giá bất động sản trung bình trong khu vực là 3,4 triệu bảng Anh vào năm 2020, với một số ngôi nhà trị giá tới 60 triệu bảng. Nhiều biệt thự lớn tại Quận Belgravia đã được mua bởi nhiều triệu phú nước ngoài, bao gồm cả một số người có tài sản lớn được liệt kê là tỷ phú.

## Văn hoá đại chúng
Trong loạt phim truyền hình Downtown Abbey, nhân vật Rosamund Painras, em gái của Lord Grantham sống ở Khu căn hộ số 35 tại Belgrave Square.
Tập đầu tiên của loạt phim thứ hai của phim trình truyền hình nổi tiếng Sherlock có tựa đề "Một vụ bê bối ở Belgravia" cũng sử dụng các cảnh quay tại Belgravia.
Phim truyền hình nhiều tập của Anh Upstairs, Downstairs bối cảnh được đặt tại gia đình của Richard Bellamy tại 165 Eaton Place, Belgravia. Phim mô tả cuộc sống của Bellamys và những người giúp việc gia đình của họ trong những năm 1903–1930.